# Smittia reyei
Smittia reyei är en tvåvingeart som först beskrevs av Freeman 1961.  Smittia reyei ingår i släktet Smittia och familjen fjädermyggor. Inga underarter finns listade i Catalogue of Life.